# PSY
PSY, vlastním jménem Park Jae-sang [pak čésang], (* 31. prosince 1977, Soul, Jižní Korea) je jihokorejský rapper, zpěvák, textař a tanečník, představitel K-popu. Po celém světě rappera proslavil singl Gangnam Style, jehož videoklip na serveru YouTube jako první překonal hranici nejprve jedné miliardy, a posléze tří miliard zhlédnutí. Díky tomu byl v letech 2012–2017 nejsledovanějším videem YouTube vůbec. Do roku 2017 vydal 8 studiových alb, z čehož se jich několik nesmělo prodávat osobám mladším 18 let. Dále složil např. písně „Gentleman“, „Hangover“, „Bird“, „Daddy“ a „Napal Baji“. Jeho písně jsou zpívány v korejštině, ale používá i anglické fráze. Gangnam style, svou nejslavnější píseň, zpívá spolu se svou korejskou skupinou.

## Singly
1. „Gangnam Style“ [PSY 6 Part 1.],
2. „Gentleman“ [PSY 6 Part 2.],
3. „Blue Frog“ [feat. G-Dragon] [PSY 6 Part 1.],
4. „Right Now“ [PSY FIVE].
5. „HANGOVER“[feat. Snoop Dogg]
6. „Napal Baji
7. „Daddy“
8. „I LUV IT“
9. „New Face“
10. „That That“ (prod. & feat. SUGA of BTS)

## Filmy
- Mongjunggi – 2002
- Mongjeonggi 2 – 2005

## Seriály
- Dream high 2 – 2012

## Pořady
- Fantástico – 2013
- Noční show Jaye Lenoe – 1992
- Jimmy Kimmel Live! – 2003
- 2012 MTV Video Music Awards – 2012
- Christmas in Washington – 2012
- Betty White's Off Their Rockers – 2012